# Лісітея (супутник)
Лісітея (грец. Λυσιθέα) — нерегулярний супутник Юпітера, відомий також під назвою Юпітер X. 

## Відкриття
Відкритий 6 липня 1938 року Сетом Барнс Ніколсоном з обсерваторії Маунт-Вильсон, що у Каліфорнії . У 1975 році отримав офіційну назву Лісітея в честь персонажа з грецької міфології . 

## Орбіта
Супутник проходить повний оберт навколо Юпітера на відстані приблизно 11 717 000 км за 250 діб 4 годин та 48 хвилин. Орбіта має ексцентриситет 0,1124°. Нахил ретроградної орбіти до локальної площини Лапласа 28,3°. Знаходиться у групі Гімалїї. 

## Фізичні характеристики
Діаметр Лісітея приблизно 36 кілометри. Оціночна густина 2,6 г/см³ . Супутник складається переважно з силікатних порід. Дуже темна поверхня має альбедо 0,04. Зоряна величина дорівнює 18,3m. 